# Ruth Gaviria
Ruth Gaviria es la directora ejecutiva de mercadeo de Entercom, una empresa estadounidense de medios de comunicación y entretenimiento. Antes de incorporarse a la compañía, Gaviria se desempeñó como vicepresidenta ejecutiva de mercadeo corporativo de Univision, empresa que presta servicios a la comunidad hispana en Estados Unidos.

## Inicios y educación
Gaviria nació en 1961 y se graduó de la Universidad Tulane con un grado de genética.

## Carrera
Tras graduarse de Tulane, de 1987 a 1992, Gaviria ocupó diversos cargos de ventas y mercadeo en Miller Brewing Company y Procter & Gamble. En 1992, se incorporó a Colgate-Palmolive, donde trabajó como directora de mercados multiculturales hasta 1999. En 1999, se incorporó a Fusion Networks, donde se desempeñó como vicepresidenta de mercadeo y ventas hasta 2000. Ese mismo año, Advertising Age la incluyó en la lista "The Marketing 100" ("Los 100 del mercadeo") por su trabajo en Colgate.
Gaviria se desempeñó como directora de mercadeo y desarrollo de marca de People en Español antes de incorporarse a Meredith Corporation en enero de 2004. En Meredith, ocupó el cargo de vicepresidenta de proyectos hispanos. Se le atribuye un rol integral en la creación y el lanzamiento en el otoño de 2005 de Siempre Mujer, una revista sobre estilo de vida dirigida a la mujer hispana en Estados Unidos.
En 2010, empezó a trabajar como vicepresidenta principal de mercadeo corporativo de Univision, difusora de televisión en español. Gaviria fue ascendida a vicepresidenta ejecutiva de mercadeo corporativo de Univision en julio de 2013. Durante el tiempo que pasó en la empresa, dirigió su estrategia global de mercadeo, marca y posicionamiento, lo que incluyó la estrategia respecto a la audiencia y, a fin de cuentas, llevó a la creación de su nueva identidad como "Hispanic Heartbeat of America" ("El latido del corazón hispano en Estados Unidos"), además de la actualización de su logotipo. Gaviria también estuvo a cargo de los cambios a la marca de la cadena UniMás. Durante el tiempo que pasó en Univision, Gaviria fue nombrada en 2013 entre las "Top Women to Watch" ("Principales mujeres que se debe observar") por Advertising Age y en 2014 recibió reconocimiento de Fast Company como una de las personas de negocios más creativas. En 2013, Cable Fax seleccionó a Gaviria como una de las "Most Powerful Women in Cable" ("Mujeres más poderosas en cable"). Dejó la compañía en agosto de 2015.
Gaviria fue nombrada la primera directora ejecutiva de mercadeo de Entercom el 16 de febrero de 2016. El 4 de diciembre de 2017, Entercom lanzó su primera campaña publicitaria dirigida por Gaviria, llamada "A Marketer's Guide to Radio" ("Guía de radio para los profesionales del mercadeo". La campaña tuvo como objetivo generar 11 millones de impresiones e incluyó componentes en medios digitales e impresos.

### Participación en juntas
Gaviria es miembro de la junta de la Library of American Broadcasting, ALSAC y St. Jude Children's Research Hospital.